# Kevin Maguire
Kevin Maguire (9 settembre 1960) è un fumettista statunitense, noto per il suo lavoro in serie come Justice League, Batman Confidential, Captain America e X-Men.

## Carriera
Il primo lavoro a fumetti pubblicato accreditato di Maguire è stato Official Handbook of the Marvel Universe vol. 2 # 6 nel 1986. Ha debuttato alla DC Comics con l'artwork in Who's Who: The Definitive Directory of the DC Universe # 23 e 25. Nel 1987, Maguire è stato l'artista del rilancio di Justice League scritto da Keith Giffen e JM DeMatteis. Maguire lasciò la serie con il numero 24 (febbraio 1989) ma tornò per l'ultima storia di Giffen e DeMatteis nel numero 60 (marzo 1992). I due scrittori e Maguire si sono riuniti nel 2003 per la miniserie Precedentemente conosciuta come la Justice League e il suo sequel del 2005, "I Can't Believe It's Not the Justice League", pubblicato su JLA Classified. Le collaborazioni di Maguire con Giffen e DeMatteis includono The Defenders at Marvel nel 2005, un DC Retroactive: Justice League - The '90s one-shot nel 2011 e le storie di supporto di Metal Men nel revival del 2009 di Doom Patrol.
Maguire è stato uno degli artisti che ha lanciato la serie Team Titans nel 1992. Ha collaborato spesso con lo scrittore Fabian Nicieza in serie come Le avventure di Capitan America, X-Men Forever e Batman Confidential.
Maguire e George Pérez si sono alternati come artisti del revival della serie Worlds' Finest, scritta da Paul Levitz. Maguire avrebbe dovuto riunirsi con Giffen e DeMatteis nella serie Justice League 3000, ma è stato rimosso dal progetto dalla DC. Maguire e lo scrittore Marc Andreyko sono diventati il team creativo di Supergirl vol. 7 a partire dal numero 21 di agosto 2018.

## Accoglienza
Il comico e conduttore televisivo Seth Meyers ha nominato Maguire il suo artista di fumetti preferito.
Lo scrittore Marc Andreyko ha elogiato Maguire affermando "Fondamentalmente, l'artista giusto per qualsiasi progetto è Kevin Maguire. È un genio assoluto, un genio sottovalutato". e "Ha una delle migliori conoscenze delle espressioni facciali e della recitazione del personaggio di quasi tutti gli artisti che lavorano nel settore".

## Opere
Arte degli interni
Fumetti acclamati
Trinity Angels # 1–5, 12 (1997–1998)
DC Comics
Batman Confidential # 17–21 (2008)
DC Retroattivo: JLA - Gli anni '90 #1 (2011)
DCU Holiday Special # 1 (tra gli altri artisti) (2009)
Doom Patrol vol. 5 (Uomini di metallo) # 1–4, 6–7 (2009–2010)
Il più bello di tutta la terra HC (2014)
Precedentemente noto come The Justice League, miniserie (Super Buddies) n. 1–6 (2003–2004)
Gen13 # 42 (1999)
Falco e colomba vol. 3 # 20, 25 (1991)
Injustice: Gods Among Us (fumetto digitale) # 19 (2013)
Gigante di 80 pagine JLA n. 1 (1998)
JLA: creazione della miniserie Equal n. 1–2 (2000)
Classificato JLA n. 4–9 (2005)
Justice League # 40 (tra gli altri artisti) (2015)
Justice League International n. 1–12, 16–19, 22–24, 60, annuale n. 5 (1987–1992)
Immagina solo Stan Lee che crea The Flash (2002)
Legion of Super-Heroes # 23 (2013)
La mia più grande avventura, miniserie, (lungometraggio "Tanga") n. 1–6 (2011–2012)
New Titans # 86 (tra gli altri artisti) (1992)
Origini segrete (Deadman) #15; (Teen Titans) Annuale n. 3 (1987-1989)
Silver Age: The Brave and The Bold (Batman e Metal Men) # 1 (2000)
Supergirl vol. 7 #21–23, 26, 30–31 (2018–2019)
Superuomo vol. 2 # 177 (con Ed McGuinness) (2002)
Superman/Batman # 27 (2006)
Team Titans n. 1–3 (1992)
Weird Worlds, miniserie ("Tanga"), n. 1–4 (2011)
I migliori del mondo, n. 1–4, 0, 6–7, 10, 12 (con George Pérez) (2012–2013)
Fumetti di immagine